# Кріва (Долж)
Кріва (рум. Criva) — село у повіті Долж в Румунії. Входить до складу комуни Вирвору-де-Жос.
Село розташоване на відстані 197 км на захід від Бухареста, 16 км на південний захід від Крайови.

## Населення
За даними перепису населення 2002 року у селі проживали 436 осіб, з них 435 осіб (99,8%) румунів. Рідною мовою 435 осіб (99,8%) назвали румунську.